# Frea brevicornis
Frea brevicornis är en skalbaggsart som först beskrevs av Charles Joseph Gahan 1898.  Frea brevicornis ingår i släktet Frea och familjen långhorningar.
Artens utbredningsområde är Kenya. Inga underarter finns listade i Catalogue of Life.